# Ham-sur-Meuse
Ham-sur-Meuse – miejscowość i gmina we Francji, w regionie Grand Est, w departamencie Ardeny.
Według danych na rok 1990 gminę zamieszkiwało 229 osób, a gęstość zaludnienia wynosiła 37 osób/km².

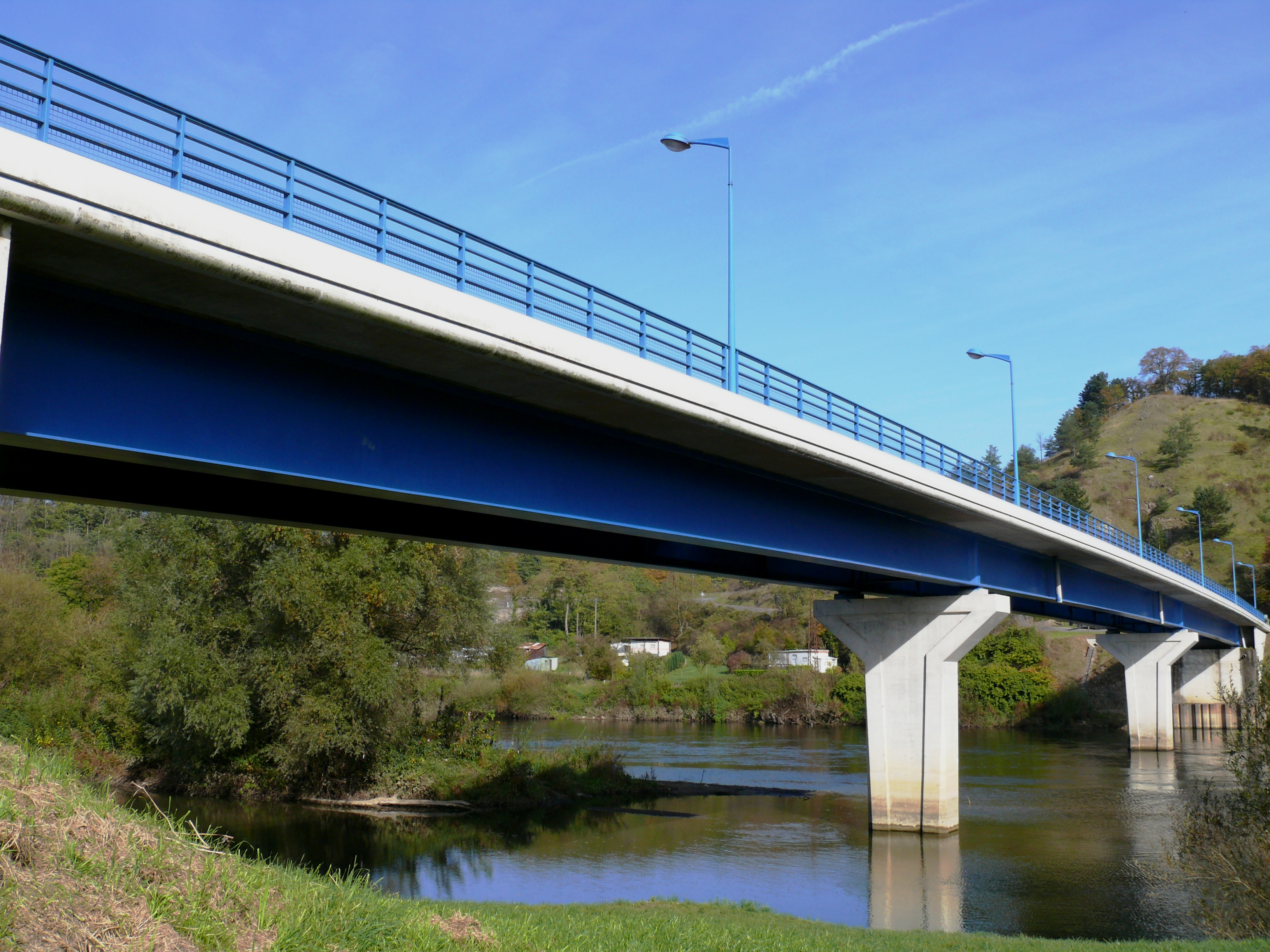
Wiadukt w Ham-sur-Meuse, 2010